# Сентрал (Аризона)
Сентрал (англ. Central) — переписна місцевість (CDP) в США, в окрузі Грем штату Аризона. Населення — 758 осіб (2020).

## Географія
Сентрал розташований за координатами 32°52′5″ пн. ш. 109°47′29″ зх. д. / 32.86806° пн. ш. 109.79139° зх. д. (32.868055, -109.791341). За даними Бюро перепису населення США в 2010 році переписна місцевість мала площу 4,89 км², уся площа — суходіл.

## Демографія
Згідно з переписом 2010 року, у переписній місцевості мешкало 645 осіб у 189 домогосподарствах у складі 157 родин. Густота населення становила 132 особи/км². Було 209 помешкань (43/км²).
Расовий склад населення:
| - 90,7 % — білих - 0,8 % — азіатів - 0,6 % — корінних американців - 0,5 % — чорних або афроамериканців - 3,7 % — осіб інших рас |

До двох чи більше рас належало 3,7 %. Частка іспаномовних становила 14,1 % від усіх жителів.
За віковим діапазоном населення розподілялося таким чином: 36,1 % — особи молодші 18 років, 52,1 % — особи у віці 18—64 років, 11,8 % — особи у віці 65 років та старші. Медіана віку мешканця становила 31,1 року. На 100 осіб жіночої статі у переписній місцевості припадало 104,1 чоловіків; на 100 жінок у віці від 18 років та старших — 96,2 чоловіків також старших 18 років.
За межею бідності перебувало 6,4 % осіб, у тому числі 0,0 % дітей у віці до 18 років та 0,0 % осіб у віці 65 років та старших.
Цивільне працевлаштоване населення становило 102 особи. Основні галузі зайнятості: фінанси, страхування та нерухомість — 16,7 %, освіта, охорона здоров'я та соціальна допомога — 14,7 %, транспорт — 11,8 %.